# Kaempferia harmandiana
Kaempferia harmandiana là một loài thực vật có hoa trong họ Gừng. Loài này được Gagnep. mô tả khoa học đầu tiên năm 1907.